# بلوتیچ (اوسچینا)

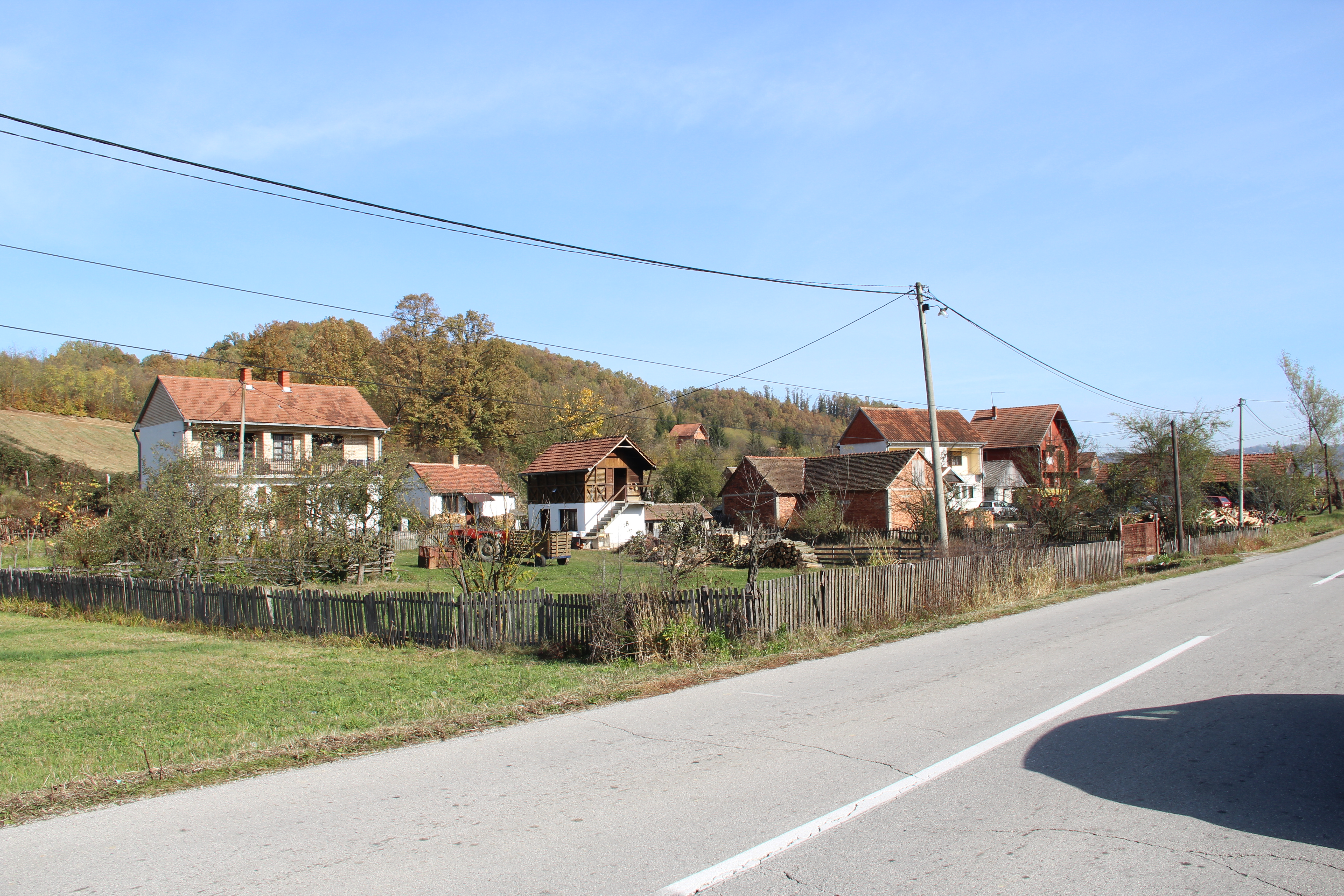
این تصویر متعلق به بلوتیچ (به صربی: Belotić) یک منطقهٔ مسکونی در صربستان است.

بلوتیچ (به صربی: Belotić) یک منطقهٔ مسکونی در صربستان است که در اوسچینا واقع شده‌است.